# Anchiphiloscia ocellata
Anchiphiloscia ocellata là một loài chân đều trong họ Philosciidae. Loài này được Barnard miêu tả khoa học năm 1960.